# 胡廷暉

胡廷晖《春山泛舟图》（北京故宫博物院藏）

胡廷暉（?—?），元朝吳興人，元朝畫家，趙孟頫友人，胡廷暉經常畫山水畫和修補前人畫作，曾幫趙孟頫修補《摘瓜圖》。胡廷暉的存世作品有《龍舟奪標圖》和《春山泛舟圖》。